# Ivica Šurjak
Ivan "Ivica" Šurjak (en serbio cirílico: Ивица Шурјак; n. 23 de marzo de 1953, Split) es un exfutbolista internacional croata que jugó como centrodelantero, principalmente en el Hajduk Split. Fue internacional con la selección de Yugoslavia, con quien disputó dos Copas del Mundo y una Eurocopa.

## Carrera profesional
Šurjak comenzó su carrera en el Hajduk Split de su ciudad natal y su demarcación en el campo era defensa lateral izquierdo. Sin embargo, progresivamente fue reconvirtiéndose a centrocampista total que podía ocupar todo el centro del campo. Con el Hajduk logró proclamarse campeón de Yugoslavia en 1974, 1975 y 1979.
En 1981 firmó por el Paris Saint-Germain, con quien jugó una temporada. La temporada siguiente fichó por el Udinese y en 1984 por el Real Zaragoza, donde se retiró al término de esa temporada.

## Selección nacional
Ivica Šurjak fue internacional con Yugoslavia en 54 ocasiones y disputó 2 mundiales, la Copa del Mundo de 1974 donde anotó 2 goles y en la de España 1982 en la que fue el capitán. También disputó la Eurocopa 1976 en la que Yugoslavia finalizó cuarta.

### Participaciones en Copas del Mundo
| Mundial              | Sede     | Resultado    | Partidos | Goles |
| -------------------- | -------- | ------------ | -------- | ----- |
| Copa Mundial de 1974 | Alemania | Segunda Fase | 6        | 2     |
| Copa Mundial de 1982 | España   | Primera Fase | 3        | 0     |

## Palmarés

### Torneos locales
| Título             | Club                   | País       | Año  |
| ------------------ | ---------------------- | ---------- | ---- |
| Copa de Yugoslavia | HNK Hajduk Split       | Yugoslavia | 1972 |
| Copa de Yugoslavia | HNK Hajduk Split       | Yugoslavia | 1973 |
| Copa de Yugoslavia | HNK Hajduk Split       | Yugoslavia | 1974 |
| Primera Liga       | HNK Hajduk Split       | Yugoslavia | 1974 |
| Primera Liga       | HNK Hajduk Split       | Yugoslavia | 1975 |
| Copa de Yugoslavia | HNK Hajduk Split       | Yugoslavia | 1976 |
| Copa de Yugoslavia | HNK Hajduk Split       | Yugoslavia | 1977 |
| Primera Liga       | HNK Hajduk Split       | Yugoslavia | 1979 |
| Copa de Francia    | Paris Saint-Germain FC | Francia    | 1982 |

- Futbolista yugoslavo del año – 1976